# Love Me Again (John Newman)
Love Me Again è un singolo del cantautore britannico John Newman, pubblicato il 17 maggio 2013 come primo estratto dal primo album in studio Tribute.

## Video musicale
Il video, diretto da Vaughan Arnell e girato al The Mildmay Club di Stoke Newington, vede come protagonisti il modello britannico Tommy-Lee Winkworth e l'attrice britannica Margaux Billard che interpretano una versione moderna di Romeo e Giulietta in una sala da ballo Northern soul.

## Tracce
Testi e musiche di John Newman e Steve Booker.
Download digitale
1. Love Me Again – 3:54
2. Love Me Again (Kove Remix) – 4:20
3. Love Me Again (Gemini Remix) – 4:02
4. Love Me Again (Ejeca Remix) – 6:52
5. Love Me Again (Love Thy Brother Remix) – 4:26

Download digitale – remix
1. Love Me Again (Max Sanna & Steve Pitron Remix) – 3:43

CD (Germania)
1. Love Me Again – 4:00
2. Love Me Again (Love Thy Brother Remix) – 4:28

## Formazione
Musicisti
- John Newman – voce, tastiera, chitarra
- Ella Eyre – cori
- Steve Booker – tastiera, programmazione
- Mike Spencer – tastiera, programmazione
- Rob Smith – programmazione
- Antonio Rizzello – programmazione
- Derrick McIntyre – basso, batteria
- James Hunt – sassofono baritono
- Simon Willescroft – sassofono tenore
- Daniel Carpenter – tromba
- Nichol Tompson – trombone

Produzione
- Steve Booker – produzione
- John Newman – produzione
- Mike Spencer – produzione, missaggio
- Smit – registrazione
- James David – assistenza al missaggio

## Classifiche

### Classifiche settimanali
| Classifica (2013) | Posizione massima |
| ----------------- | ----------------- |
| Australia         | 4                 |
| Austria           | 5                 |
| Belgio (Fiandre)  | 6                 |
| Belgio (Vallonia) | 8                 |
| Danimarca         | 9                 |
| Francia           | 7                 |
| Germania          | 6                 |
| Irlanda           | 3                 |
| Islanda           | 29                |
| Italia            | 3                 |
| Norvegia          | 9                 |
| Nuova Zelanda     | 9                 |
| Paesi Bassi       | 19                |
| Regno Unito       | 1                 |
| Repubblica Ceca   | 18                |
| Spagna            | 4                 |
| Svezia            | 34                |
| Svizzera          | 5                 |
| Ungheria          | 3                 |

### Classifiche di fine anno
| Classifica (2013) | Posizione |
| ----------------- | --------- |
| Italia            | 18        |

## Cover
Nel 2013 il gruppo musicale pop rock statunitense R5 ha realizzato una cover di Love Me Again.